# Кладовище хутора Мриги
Кладовище хутора Мриги — невеликий некрополь у Голосіївському районі міста Києва. Виник для поховання мешканців хутора Мриги. 
Кладовище виникло у 1900-х роках, одночасно із хутором Мриги. Вперше позначене на топографічній карті 1932 року. Налічується близько 100 поховань. 
Біля кладовища — меморіал, на якому перелічені прізвища усіх 12 жителів хутора, що загинули під час Другої Світової війни.